# Barão de Cairu
Barão de Cairu é um título criado por D. Pedro I do Brasil, por decreto de 21 de outubro de 1825, em favor a José da Silva Lisboa.
Titulares
1. José da Silva Lisboa – 1.º visconde de Cairu;
2. Bento da Silva Lisboa – filho do anterior.